# Agápio de Atenas
Agápio (em latim: Agapius; em grego:  Ἀγάπιος; século V-VI) foi um filósofo neoplatónico que viveu em Atenas. Foi um notável filósofo na escola neoplatónica de Atenas quando Marino de Flávia Neápolis era escolarca após a morte de Proclo (c. 485). Era admirado pelo seu amor em relação à aprendizagem e por colocar problemas difíceis.
Deverá ser o Agápio com o qual João, o Lídio ouviu algumas aulas sobre filosofia platónica, enquanto estudava doutrinas aristotélicas em Constantinopla em 511, e o mesmo que o poeta Cristodoro refere na sua obra Sobre os discípulos do grande Proclo.